# Eupithecia indecisa
Eupithecia indecisa là một loài bướm đêm trong họ Geometridae.